# Mariani Maximin
Mariani Maximin, né le 13 juin 1914 à Port-Louis et mort le 6 juillet 2011 à Petit-Bourg, est un homme politique français.

## Biographie
Né le 13 juin 1914, à Port-Louis, une commune du nord de la Guadeloupe, Mariani Maximin embrasse une carrière dans l'Éducation nationale, qu'il achèvera au poste de principal de collège. Il sera, d'ailleurs, fait commandeur de l'ordre des Palmes académiques.
Homme d'engagement, il marque l'action politique guadeloupéenne des années 1960, jusqu'au début des années 1980. 
De 1965 à 1975, il est à la tête de la municipalité de Petit-Bourg, sous les couleurs de l'Union des démocrates pour la République (UDR), puis du Rassemblement pour la République (RPR). Et il occupe les fonctions de Conseiller général du canton de Petit-Bourg de 1967 à 1979.
Le 19 mars 1978, Mariani Maximin est élu député de la Cinquième République dans la 2e circonscription de la Guadeloupe, toujours sous l'étiquette du RPR ; mandat qu'il occupera jusqu'en mai 1981. Il sera fait officier de l'Ordre national du Mérite.
Le 6 juillet 2011, à l'âge de 97 ans, Mariani Maximin décède à Petit-Bourg, la ville à laquelle il aura consacré dix ans de sa vie en tant que premier édile.

### Vie privée
Il est le grand-père de Thierry Maximin, Docteur en science politique, professeur de philosophie; conseiller municipal de Petit-Bourg, conseiller communautaire de la CANBT, Président de la commission Transport. Il est le grand-père de Dominique Maximin, expert-comptable.

## Mandats et fonctions

### Mandat municipal
- 1965 - 1975 : Maire de Petit-Bourg

### Mandat départemental
- 1967 - 1979 : Conseiller général du canton de Petit-Bourg

### Mandat parlementaire
- 19 mars 1978 - 23 juillet 1981 : Député de la deuxième circonscription de la Guadeloupe, sous l'étiquette RPR.

### Autres responsabilités
- 1965 - 1977 : Président du Syndicat intercommunal d'alimentation en eau et d'assainissement de la Guadeloupe[4].

## Distinctions
- Officier de l'ordre national du Mérite[2].
- Commandeur de l'ordre des Palmes académiques